# Théo Bongonda
Théo Bongonda Mbul’Ofeko Batombo (* 20. November 1995 in Charleroi) ist ein belgisch-kongolesischer Fußballspieler. Er spielt auf der Position des linken Außenstürmers.

## Karriere

### Verein
Am 9. Januar 2015 wechselte Bongonda vom SV Zulte Waregem für 1,3 Millionen Euro zu Celta Vigo. Sein La Liga-Debüt gab er am 26. Januar 2015 gegen den FC Getafe. Für die Hinrunde der Saison 2017/18 wurde er an den türkischen Erstligisten Trabzonspor, für die Rückrunde mit Kaufoption an den belgischen Erstligisten SV Zulte Waregem ausgeliehen.
Von dieser Kaufoption machte Waregem im Sommer 2018 Gebrauch und schloss mit Bongonda einen Vertrag für die nächsten vier Saisons ab. Dieser Vertrag wurde ein Jahr später gegen eine Ablösesumme von 7 Mio. Euro vorzeitig aufgelöst. Bongonda schloss einen neuen Vertrag über 4 Jahre mit dem KRC Genk. Die gezahlte Ablösesumme ist bis zu diesem Zeitpunkt die höchste, die bei einem Wechsel innerhalb Belgiens gezahlt wurde.
In der Saison 2020/21 bestritt er 35 von 40 möglichen Ligaspielen, in denen er 16 Tore schoss. Damit kam er auf Platz 9 der Torschützenliste. Außerdem bestritt er vier von fünf Pokalspielen, in denen er zwei Tore schoss, an deren Ende der KRC Genk den belgischen Pokal gewann. In der nächsten Saison waren es 34 von 40 möglichen Ligaspielen mit 12 Toren, ein Pokalspiel, sieben Spiele im Europapokal und das verlorene Spiel um den Supercup, bei dem er ein Tor schoss. In der neuen Saison 2022/23 gehörte er zunächst nicht zum Spieltagskader von Genk, bevor er Ende August 2022 zum spanischen Erstligisten FC Cádiz wechselte. Nach einer Saison schloss er sich im Sommer 2023 dem russischen Erstligisten Spartak Moskau an.

### Nationalmannschaft
Bogonda bestritt zwischen 2013 und 2016 insgesamt 13 Länderspiele für die belgische U19- sowie die U21-Nationalmannschaft. Später wechselte er zum kongolesischen Fußballverband und debütierte schließlich im Februar 2022 für die A-Nationalmannschaft der DR Kongo. Anfang 2024 nahm er mit dem Team am Afrika-Cup teil und erreichte dort den vierten Platz.

## Erfolge
KRC Genk
- Belgischer Supercupsieger: 2019/20
- Belgischer Pokalsieger: 2020/21